# Sybra continentalis
Sybra continentalis là một loài bọ cánh cứng trong họ Cerambycidae.